# Liga Campionilor 2014-2015
Liga Campionilor UEFA 2014-2015 a fost cea de-a șaizecea ediție a celei mai importante competiții de fotbal inter-cluburi din Europa, și a douăzeci și treia sub denumirea de Liga Campionilor și a șasea a noului format aprobat de UEFA la data de 30 noiembrie 2007. Finala Ligii Campionilor 2015 a avut loc pe Stadionul Olimpic din Berlin, Germania. Campioana en-titre este Real Madrid.
Acesta a fost primul sezon în care cluburile trebuie să respecte regulamentul UEFA cu privire la fair-play-ul financiar. De asemenea, acesta a fost tot primul sezon în care un club din Gibraltar a participa în competiție, după ce Asociația de Fotbal a Gibraltarului a fost acceptată ca al 54-lea membru al UEFA, la congresul UEFA din mai 2013. Acestora le-a fost alocat un loc în Liga Campionilor, campioana locală din sezonul 2013–14, Lincoln Red Imps, fiind echipa delegată să participe din partea asociației.
Pe 17 iulie 2014, tabloul de urgențe UEFA a anunțat că echipele ucrainiene și rusești nu vor putea să joace meciuri între ele "până la notificări viitoare", din cauza tensiunilor politice dintre cele două țări. Un alt anunț de urgență luat de UEFA a fost acela că echipele din Israel nu vor putea găzdui vreun meci din cauza conflictului din Fâșia Gaza. Din acest sezon, UEFA a hotărât ca orice cartonaș galben primit în faza grupelor să nu conteze în faza eliminatorie. Pe lângă acest lucru, acesta a fost și primul sezon în care s-a folosit spuma care dispare, spumă folosită și la Campionatul Mondial de Fotbal din 2014.

## Alocarea echipelor asociațiilor
Un total de 77 de echipe din 53 din cele 54 de asociații membre UEFA au participat în Liga Campionilor 2014-2015 (excepție făcând Liechtensteinul, care nu organizează o ligă națională). Clasamentul coeficienților UEFA este folosit pentru a determina numărul de echipe pentru fiecare asociație participantă:
- Asociațiile 1-3 au avut fiecare câte 4 echipe calificate.
- Asociațiile 4-6 au avut fiecare câte 3 echipe calificate.
- Asociațiile 7-15 au avut fiecare câte 2 echipe calificate.
- Asociațiile 16-54 (cu excepția Liechtensteinului) au avut fiecare câte o echipă calificată.
- Câștigătorea Ligii Campionilor 2013-2014 a primit un loc suplimentar ca deținătoare a titlului, în caz că nu se califică pentru această ediție prin liga lor națională (din cauza restricției în care o asociație nu poate avea mai mult de patru echipe în Liga Campionilor, în cazul în care deținătorii titlului sunt din primele trei asociații și termina în afara primelor patru locuri în liga lor internă, locul celei de-a patra echipă este luat de deținătorii titlului).

### Clasamentul asociațiilor
Pentru Liga Campionilor 2014-2015, asociațiile au fost alocate locurile în conformitate cu coeficientul UEFA al țării în 2013, care ia în considerare performanța echipelor în competițiile europene între 2008-09 și 2012-13.
| Loc | Asociația  | Coeff. | Echipe |
| --- | ---------- | ------ | ------ |
| 1   | Spania     | 88.025 | 4      |
| 2   | Anglia     | 82.963 | 4      |
| 3   | Germania   | 79.614 | 4      |
| 4   | Italia     | 64.147 | 3      |
| 5   | Portugalia | 59.168 | 3      |
| 6   | Franța     | 59.000 | 3      |
| 7   | Ucraina    | 49.758 | 2      |
| 8   | Rusia      | 46.332 | 2      |
| 9   | Olanda     | 44.729 | 2      |
| 10  | Turcia     | 34.500 | 2      |
| 11  | Belgia     | 34.400 | 2      |
| 12  | Grecia     | 34.000 | 2      |
| 13  | Elveția    | 28.925 | 2      |
| 14  | Cipru      | 26.833 | 2      |
| 15  | Danemarca  | 25.700 | 2      |
| 16  | Austria    | 25.375 | 1      |
| 17  | Cehia      | 23.725 | 1      |
| 18  | Romania    | 23.024 | 1      |

| Loc | Asociația          | Coeff. | Echipe |
| --- | ------------------ | ------ | ------ |
| 19  | Israel             | 22.875 | 1      |
| 20  | Belarus            | 20.875 | 1      |
| 21  | Polonia            | 20.750 | 1      |
| 22  | Croația            | 19.583 | 1      |
| 23  | Suedia             | 15.625 | 1      |
| 24  | Scoția             | 15.191 | 1      |
| 25  | Serbia             | 14.625 | 1      |
| 26  | Slovacia           | 14.208 | 1      |
| 27  | Norvegia           | 14.175 | 1      |
| 28  | Bulgaria           | 12.250 | 1      |
| 29  | Ungaria            | 11.750 | 1      |
| 30  | Slovenia           | 9.708  | 1      |
| 31  | Georgia            | 9.166  | 1      |
| 32  | Azerbaijan         | 8.541  | 1      |
| 33  | Finlanda           | 8.508  | 1      |
| 34  | Bosnia-Herțegovina | 7.833  | 1      |
| 35  | Moldova            | 7.666  | 1      |
| 36  | Irlanda            | 7.375  | 1      |

| Loc | Asociația       | Coeff. | Echipe |
| --- | --------------- | ------ | ------ |
| 37  | Lituania        | 6.500  | 1      |
| 38  | Kazahstan       | 5.958  | 1      |
| 39  | Letonia         | 5.791  | 1      |
| 40  | Islanda         | 5.416  | 1      |
| 41  | Muntenegru      | 5.250  | 1      |
| 42  | Macedonia       | 5.250  | 1      |
| 43  | Albania         | 4.166  | 1      |
| 44  | Malta           | 3.958  | 1      |
| 45  | Liechtenstein   | 3.500  | 0      |
| 46  | Luxemburg       | 3.375  | 1      |
| 47  | Irlanda de Nord | 3.083  | 1      |
| 48  | Țara Galilor    | 2.583  | 1      |
| 49  | Estonia         | 2.208  | 1      |
| 50  | Armenia         | 1.750  | 1      |
| 51  | Insulele Feroe  | 1.583  | 1      |
| 52  | San Marino      | 0.666  | 1      |
| 53  | Andorra         | 0.500  | 1      |
| 54  | Gibraltar       | 0.000  | 1      |

### Distribuția
Deoarece deținătoarea titlului, Real Madrid, s-a calificat în faza grupelor prin intermediul campionatului național, locul rezervat deținătoarei titlului este vacant și la sistemul de alocare implicit se fac următoarele modificări:
- Campioana asociației 13 (Elveția) promovează din al treilea tur preliminar în faza grupelor.
- Campioana asociației 16 (Austria) promovează din al doilea tur preliminar în al treilea tur preliminar.
- Campioanele asociațiilor 47 (Irlanda de Nord) și 48 (Țara Galilor) promovează din primul tur preliminar în al doilea tur preliminar.

|                                      |                                      | Echipele care intră în această rundă                                                                     | Echipele care trec de runda anterioară                                                        |
| ------------------------------------ | ------------------------------------ | --- | --------------------------------------------------------------------------------------------- |
| Primul tur preliminar (6 echipe)     | Primul tur preliminar (6 echipe)     | - 6 campioni din asociațiile 49-54                                                                       |                                                                                               |
| Al doilea tur preliminar (34 echipe) | Al doilea tur preliminar (34 echipe) | - 31 campioni din asociațiile 17-48 (cu excepția Liechtensteinului)                                      | - 3 câștigători din primul tur preliminar                                                     |
| Al treilea tur preliminar            | Campioni (20 echipe)                 | - 3 campioni din asociațiile 14–16                                                                       | - 17 câștigători din al doilea tur preliminar                                                 |
| Al treilea tur preliminar            | Non-campioni (10 echipe)             | - 9 vicecampioni din asociațiile 7–15 - 1 loc 3 din asociația 6                                          |                                                                                               |
| Play-off                             | Campioni (10 echipe)                 | | - 10 câștigători din al treilea tur preliminar pentru campioni                                |
| Play-off                             | Non-campioni (10 echipe)             | - 2 locuri 3 din asociațiile 4-5 - 3 locuri 4 din asociațiile 1–3                                        | - 5 câștigători din al treilea tur preliminar pentru non-campioni                             |
| Faza grupelor (32 echipe)            | Faza grupelor (32 echipe)            | - 13 campioni din asociațiile 1–13 - 6 vicecampioni din asociațiile 1–6 - 3 locuri 3 din asociațiile 1–3 | - 5 câștigători din play-off pentru campioni - 5 câștigători din play-off pentru non-campioni |
| Faza eliminatorie (16 echipe)        | Faza eliminatorie (16 echipe)        | | - 8 câștigătorii de grupe din faza grupelor - 8 locuri 2 de grupe din faza grupelor           |

### Echipele
Poziția echipelor în campionatul național din sezonul trecut este afișată în paranteze (DT: Deținătorii titlului).
| Faza grupelor             | Faza grupelor               | Faza grupelor               | Faza grupelor                |
| ------------------------- | --------------------------- | --------------------------- | ---------------------------- |
| Atlético Madrid (1st/2nd) | Bayern München (1st)        | Sporting Lisabona(2nd)      | Galatasaray (2nd)[Note TUR]  |
| Barcelona (1st/2nd/3rd)   | Borussia Dortmund (2nd)     | PSG (1st)                   | Anderlecht (1st)             |
| Real Madrid (2nd/3rd)     | Schalke 04 (3rd)            | AS Monaco (2nd)             | Olympiacos (1st)             |
| Manchester City(1st)      | Juventus Torino (1st)       | Șahtior Donețk (1st)        | Basel (1st)[Note ELV]        |
| Liverpool (2nd)           | AS Roma (2nd)               | ȚSKA Moscova (1st)          |                              |
| Chelsea Londra (3rd)      | Benfica (1st)               | Ajax Amsterdam (1st)        |                              |
| Play-off                  |                             |                             |                              |
| Campioni                  | Non-campioni                | Non-campioni                | Non-campioni                 |
|                           | Athletic Bilbao (4th)       | Bayer Leverkusen(4th)       | Porto (3rd)                  |
| Arsenal Londra (4th)      | Napoli (3rd)                |                             |                              |
| Al treilea tur preliminar |                             |                             |                              |
| Campioni                  | Non-campioni                | Non-campioni                | Non-campioni                 |
| APOEL (1st)[Note CIP]     | Lille (3rd)                 | Beșiktaș (3rd)[Note TUR]    | AEL Limassol (2nd)[Note CIP] |
| Aalborg (1st)             | Dnipro Dnipropetrovsk (2nd) | Standard Liège (2nd)        | Copenhaga (2nd)              |
| Red Bull Salzburg (1st)   | Zenit St. Petersburg (2nd)  | Panathinaikos (2nd)         |                              |
|                           | Feyenoord (2nd)             | Grasshopper (2nd)[Note ELV] |                              |
| Al doilea tur preliminar  |                             |                             |                              |
| Sparta Praga (1st)        | Partizan (1st)              | HJK (1st)                   | Sutjeska Nikšić (1st)        |
| Steaua București (1st)    | Slovan Bratislava (1st)     | Zrinjski Mostar (1st)       | Rabotnički (1st)             |
| Maccabi Tel Aviv (1st)    | Strømsgodset (1st)          | Sheriff Tiraspol (1st)      | Skënderbeu Korça(1st)        |
| BATE Borisov (1st)        | Ludogoreț Razgrad (1st)     | St Patrick's Athletic (1st) | Valletta (1st)               |
| Legia Varșovia (1st)      | Debrecen (1st)              | Žalgiris Vilnius (1st)      | F91 Dudelange (1st)          |
| Dinamo Zagreb (1st)       | Maribor (1st)               | Aktobe (1st)                | Cliftonville (1st)           |
| Malmö (1st)               | Dinamo Tbilisi (1st)        | Ventspils (1st)             | The New Saints (1st)         |
| Celtic Glasgow (1st)      | Qarabağ (1st)               | KR (1st)                    |                              |
| Primul tur preliminar     |                             |                             |                              |
| Levadia Tallinn (1st)     | HB (1st)                    | Santa Coloma (1st)          |                              |
| Banants (1st)             | La Fiorita (1st)            | Lincoln Red Imps(1st)       |                              |

Note
1. ^ Cipru (CIP): AEL Limassol s-a calificat în sezonul 2014-15 al Ligii Campionilor, deoarece a terminat în top 2 sezonul 2013-14 din Prima Divizie Cipriotă.
2. ^ Elveția (ELV): Basel și Grasshopper s-au calificat în sezonul 2014-15 al Ligii Campionilor, deoarece au terminat în top 2 sezonul 2013-14 din Superliga Elvețiană.
3. ^ Turcia (TUR): Fenerbahçe este calificată în sezonul 2014-15 al Ligii Campionilor, dar din cauza excluderii din competițiile europene în sezonul viitor din cauza unei sancțiuni UEFA, echipa de pe locul 3 va lua locul în al treilea tur preliminar. Galatasaray și Beșiktaș sunt calificate în sezonul 2014-15 al Ligii Campionilor, deoarece au terminat în top 3 sezonul 2013-14 din Süper Lig.

## Datele tragerilor la sorți și ale rundelor
Programul competiției a fost după cum urmează (toate tragerile la sorți au loc la sediul UEFA din Nyon, Elveția, dacă nu este specificat altfel).
| Faza              | Runda                     | Data tragerii la sorți  | Prima manșă                            | Manșa secundă                          |
| ----------------- | ------------------------- | ----------------------- | -------------------------------------- | -------------------------------------- |
| Preliminarii      | Primul tur preliminar     | 23 iunie 2014           | 1–2 iulie 2014                         | 8–9 iulie 2014                         |
| Preliminarii      | Al doilea tur preliminar  | 23 iunie 2014           | 15–16 iulie 2014                       | 22–23 iulie 2014                       |
| Preliminarii      | Al treilea tur preliminar | 18 iulie 2014           | 29–30 iulie 2014                       | 5–6 august 2014                        |
| Play-off          | Runda play-off            | 8 august 2014           | 19–20 august 2014                      | 26–27 august 2014                      |
| Faza grupelor     | Etapa 1                   | 28 august 2014 (Monaco) | 16–17 septembrie 2014                  | 16–17 septembrie 2014                  |
| Faza grupelor     | Etapa 2                   | 28 august 2014 (Monaco) | 30 septembrie–1 octombrie 2014         | 30 septembrie–1 octombrie 2014         |
| Faza grupelor     | Etapa 3                   | 28 august 2014 (Monaco) | 21–22 octombrie 2014                   | 21–22 octombrie 2014                   |
| Faza grupelor     | Etapa 4                   | 28 august 2014 (Monaco) | 4–5 noiembrie 2014                     | 4–5 noiembrie 2014                     |
| Faza grupelor     | Etapa 5                   | 28 august 2014 (Monaco) | 25–26 noiembrie 2014                   | 25–26 noiembrie 2014                   |
| Faza grupelor     | Etapa 6                   | 28 august 2014 (Monaco) | 9–10 decembrie 2014                    | 9–10 decembrie 2014                    |
| Faza eliminatorie | Optimi de finală          | 15 decembrie 2014       | 17–18 & 24–25 februarie 2015           | 10–11 & 17–18 martie 2015              |
| Faza eliminatorie | Sferturi de finală        | 20 martie 2015          | 14–15 aprilie 2015                     | 21–22 aprilie 2015                     |
| Faza eliminatorie | Semifinale                | 24 aprilie 2015         | 5–6 mai 2015                           | 12–13 mai 2015                         |
| Faza eliminatorie | Finala                    | 24 aprilie 2015         | 6 iunie 2015 pe Olympiastadion, Berlin | 6 iunie 2015 pe Olympiastadion, Berlin |

## Tururi preliminare
În tururile preliminare și runda play-off, echipele au fost împărțite în capi de serie și outsideri, conform coeficienților lor UEFA de club pentru 2014, iar apoi au fost trase la sorți perechile de echipe care vor juca între ele într-o confruntare de dublă manșă. Echipe din aceeași asociație nu au putut fi trase la sorți să joace una contra alteia.

### Primul tur preliminar
Tragerea la sorți pentru primele două tururi preliminare a avut loc pe 23 iunie 2014. Prima manșă s-a jucat pe 1 și 2 iulie, iar cea de-a doua manșă pe 8 și 9 iulie 2014.
| Echipa 1         | Scor gen. | Echipa 2        | Tur | Retur |
| ---------------- | --------- | --------------- | --- | ----- |
| FC Santa Coloma  | 3–3 (gd)  | Banants         | 1–0 | 2–3   |
| Lincoln Red Imps | 3–6       | HB              | 1–1 | 2–5   |
| La Fiorita       | 0–8       | Levadia Tallinn | 0–1 | 0–7   |

### Turul doi preliminar
Prima manșă s-a jucat pe 15 și 16 iulie, iar cea de-a doua manșă pe 22 și 23 iulie 2014.
| Echipa 1          | Scor gen. | Echipa 2              | Tur | Retur |
| ----------------- | --------- | --------------------- | --- | ----- |
| BATE Borisov      | 1–1 (gd)  | Skënderbeu Korçë      | 0–0 | 1–1   |
| Maccabi Tel Aviv  | 2–1       | FC Santa Coloma       | 0–1 | 2–0   |
| Dinamo Tbilisi    | 0–4       | Aktobe                | 0–1 | 0–3   |
| Zrinjski Mostar   | 0–2       | Maribor               | 0–0 | 0–2   |
| Sheriff Tiraspol  | 5–0       | Sutjeska Nikšić       | 2–0 | 3–0   |
| Sparta Praga      | 8–1       | Levadia Tallinn       | 7–0 | 1–1   |
| Malmö FF          | 1–0       | Ventspils             | 0–0 | 1–0   |
| Slovan Bratislava | 3–0       | The New Saints        | 1–0 | 2–0   |
| KR                | 0–5       | Celtic                | 0–1 | 0–4   |
| Cliftonville      | 0–2       | Debrețin              | 0–0 | 0–2   |
| Partizan          | 6–1       | HB                    | 3–0 | 3–1   |
| Legia Varșovia    | 6–1       | St Patrick's Athletic | 1–1 | 5–0   |
| Rabotnički        | 1–2       | HJK                   | 0–0 | 1–2   |
| Dinamo Zagreb     | 4–0       | Žalgiris Vilnius      | 2–0 | 2–0   |
| Ludogoreț Razgrad | 5–1       | F91 Dudelange         | 4–0 | 1–1   |
| Valletta          | 0–5       | Qarabağ               | 0–1 | 0–4   |
| Strømsgodset      | 0–3       | Steaua București      | 0–1 | 0–2   |

### Turul trei preliminar
În turul trei preliminar, echipele au fost împărțite în două secțiuni separate: una pentru campioane (Calea campioanelor) și alta pentru non-campioane (Calea ligii). Echipele perdante din ambele secțiuni au intrat în runda play-off din UEFA Europa League 2014–15.
Tragerea la sorți pentru turul trei preliminar a avut loc pe 18 iulie 2014. Prima manșă s-a jucat pe 29 și 30 iulie, iar manșa secundă pe 5 și 6 august 2014.
| Echipa 1              | Scor gen.          | Echipa 2               | Tur                | Retur              |                    |
| Calea campioanelor    | Calea campioanelor | Calea campioanelor     | Calea campioanelor | Calea campioanelor | Calea campioanelor |
| --------------------- | ------------------ | ---------------------- | ------------------ | ------------------ | ------------------ |
| Qarabağ               | 2–3                | Red Bull Salzburg      | 2–1                | 0–2                |                    |
| Debrețin              | 2–3                | BATE Borisov           | 1–0                | 1–3                |                    |
| Slovan Bratislava     | 2–1                | Sheriff Tiraspol       | 2–1                | 0–0                |                    |
| AaB                   | 2–1                | Dinamo Zagreb          | 0–1                | 2–0                |                    |
| Legia Varșovia        | 4–4 (gd)           | Celtic                 | 4–1                | 0–3[C]             |                    |
| Aktobe                | 3–4                | Steaua București       | 2–2                | 1–2                |                    |
| Maribor               | 3–2                | Maccabi Tel Aviv       | 1–0                | 2–2                |                    |
| HJK                   | 2–4                | APOEL                  | 2–2                | 0–2                |                    |
| Sparta Praga          | 4–4 (gd)           | Malmö FF               | 4–2                | 0–2                |                    |
| Ludogoreț Razgrad     | 2–2 (gd)           | Partizan               | 0–0                | 2–2                |                    |
| Calea ligii           |                    |                        |                    |                    |                    |
| AEL Limassol          | 1–3                | Zenit Sankt Petersburg | 1–0                | 0–3                |                    |
| Dnipro Dnipropetrovsk | 0–2                | Copenhaga              | 0–0                | 0–2                |                    |
| Feyenoord             | 2–5                | Beșiktaș               | 1–2                | 1–3                |                    |
| Grasshoppers          | 1–3                | Lille                  | 0–2                | 1–1                |                    |
| Standard Liège        | 2–1                | Panathinaikos          | 0–0                | 2–1                |                    |

Note
1. ^ UEFA i-a oferit lui Celtic victorie cu 3–0 la masa verde, întrucât Legia Varșovia în manșa secundă a introdus în teren un jucător suspendat, Bartosz Bereszyński. Meciul se terminase cu scorul de 2–0 pentru Legia Varșovia.[23]

## Runda play-off
În runda play-off, echipele au fost împărțite în două secțiuni separate: una pentru campioane (Calea campioanelor) și alta pentru non-campioane (Calea ligii). Echipele perdante din ambele secțiuni vor intra în faza grupelor UEFA Europa League 2014-2015.
Tragerea la sorți a avut loc pe 8 august 2014. Prima manșă s-a jucat pe 19 și 20 august, iar manșa secundă pe 26 și 27 august 2014.
| Echipa 1           | Scor gen.          | Echipa 2               | Tur                | Retur              |                    |
| Calea campioanelor | Calea campioanelor | Calea campioanelor     | Calea campioanelor | Calea campioanelor | Calea campioanelor |
| ------------------ | ------------------ | ---------------------- | ------------------ | ------------------ | ------------------ |
| Maribor            | 2–1                | Celtic                 | 1–1                | 1–0                |                    |
| Red Bull Salzburg  | 2–4                | Malmö FF               | 2–1                | 0–3                |                    |
| AaB                | 1–5                | APOEL                  | 1–1                | 0–4                |                    |
| Steaua București   | 1–1 (5–6 p)        | Ludogoreț Razgrad      | 1–0                | 0–1 d.p.           |                    |
| Slovan Bratislava  | 1–4                | BATE Borisov           | 1–1                | 0–3                |                    |
| Calea ligii        |                    |                        |                    |                    |                    |
| Beșiktaș           | 0–1                | Arsenal                | 0–0                | 0–1                |                    |
| Standard Liège     | 0–4                | Zenit Sankt Petersburg | 0–1                | 0–3                |                    |
| Copenhaga          | 2–7                | Bayer Leverkusen       | 2–3                | 0–4                |                    |
| Lille              | 0–3                | Porto                  | 0–1                | 0–2                |                    |
| Napoli             | 2–4                | Athletic Bilbao        | 1–1                | 1–3                |                    |

## Faza grupelor
Tragerea la sorți a avut loc la Monaco, pe 28 august 2014. Cele 32 de echipe au fost împărțite în patru urne, urne realizate pe baza coeficienților fiecărei echipe, cu deținătoarea titlului (Real Madrid) fiind automat pusă în urna 1. Echipele au fost împărțite în opt grupe, fiecare dintre acestea având câte patru echipe. Echipele din aceeași asociație nu puteau face parte din aceeași grupă.
În fiecare grupă, echipele au jucat câte 6 meciuri, atât acasă, cât și în deplasare. Zilele meciurilor au fost pe 16–17 septembrie, 30 septembrie–1 octombrie, 21–22 octombrie, 4–5 noiembrie, 25–26 noiembrie și 9–10 decembrie 2014. Locurile 1 și 2 au mers în faza eliminatorie a Ligii Campionilor, iar locul 3 a mers în faza eliminatorie UEFA Europa League.
Un total de 18 asociații au fost reprezentate în faza grupelor. Ludogoreț Razgrad și Malmö FF și-au făcut debutul în faza grupelor.
| Legendă pentru culorile grupelor                           |
| ---------------------------------------------------------- |
| Echipe care acced în faza eliminatorie                     |
| Echipă care accede în faza eliminatorie UEFA Europa League |
| Echipă eliminată din competițiile europene                 |

Vezi departajările dacă două sau mai multe echipe au același număr de puncte.

### Grupa A
| Echipa          | MJ | V | E | Î | GM | GP | G   | Pct |
| --------------- | -- | - | - | - | -- | -- | --- | --- |
| Atlético Madrid | 6  | 4 | 1 | 1 | 14 | 3  | +11 | 13  |
| Juventus        | 6  | 3 | 1 | 2 | 7  | 4  | +3  | 10  |
| Olympiacos      | 6  | 3 | 0 | 3 | 10 | 13 | −3  | 9   |
| Malmö           | 6  | 1 | 0 | 5 | 4  | 15 | −11 | 3   |

|                 | ATL | JUV | MFF | OLY |
| --------------- | --- | --- | --- | --- |
| Atlético Madrid | —   | 1–0 | 5–0 | 4–0 |
| Juventus        | 0–0 | —   | 2–0 | 3–2 |
| Malmö FF        | 0–2 | 0–2 | —   | 2–0 |
| Olympiacos      | 3–2 | 1–0 | 4–2 | —   |

### Grupa B
| Echipa            | MJ | V | E | Î | GM | GP | G   | Pct |
| ----------------- | -- | - | - | - | -- | -- | --- | --- |
| Real Madrid       | 6  | 6 | 0 | 0 | 16 | 2  | +14 | 18  |
| Basel             | 6  | 2 | 1 | 3 | 7  | 8  | −1  | 7   |
| Liverpool         | 6  | 1 | 2 | 3 | 5  | 9  | −4  | 5   |
| Ludogoreț Razgrad | 6  | 1 | 1 | 4 | 5  | 14 | −9  | 4   |

|                   | BAS | LIV | LUD | RM  |
| ----------------- | --- | --- | --- | --- |
| Basel             | —   | 1–0 | 4–0 | 0–1 |
| Liverpool         | 1–1 | —   | 2–1 | 0–3 |
| Ludogoreț Razgrad | 1–0 | 2–2 | —   | 1–2 |
| Real Madrid       | 5–1 | 1–0 | 4–0 | —   |

### Grupa C
| Echipa     | MJ | V | E | Î | GM | GP | G  | Pct |
| ---------- | -- | - | - | - | -- | -- | -- | --- |
| Monaco     | 6  | 3 | 2 | 1 | 4  | 1  | +3 | 11  |
| Leverkusen | 6  | 3 | 1 | 2 | 7  | 4  | +3 | 10  |
| Zenit      | 6  | 2 | 1 | 3 | 4  | 6  | −2 | 7   |
| Benfica    | 6  | 1 | 2 | 3 | 2  | 6  | −4 | 5   |

|                        | LEV | BEN | MON | ZEN |
| ---------------------- | --- | --- | --- | --- |
| Bayer Leverkusen       | —   | 3–1 | 0–1 | 2–0 |
| Benfica                | 0–0 | —   | 1–0 | 0–2 |
| Monaco                 | 1–0 | 0–0 | —   | 2–0 |
| Zenit Sankt Petersburg | 1–2 | 1–0 | 0–0 | —   |

### Grupa D
| Echipa      | MJ | V | E | Î | GM | GP | G   | Pct |
| ----------- | -- | - | - | - | -- | -- | --- | --- |
| Dortmund    | 6  | 4 | 1 | 1 | 14 | 4  | +10 | 13  |
| Arsenal     | 6  | 4 | 1 | 1 | 15 | 8  | +7  | 13  |
| Anderlecht  | 6  | 1 | 3 | 2 | 8  | 10 | −2  | 6   |
| Galatasaray | 6  | 0 | 1 | 5 | 4  | 19 | −15 | 1   |

|                   | AND | ARS | DOR | GAL |
| ----------------- | --- | --- | --- | --- |
| Anderlecht        | —   | 1–2 | 0–3 | 2–0 |
| Arsenal           | 3–3 | —   | 2–0 | 4–1 |
| Borussia Dortmund | 1–1 | 2–0 | —   | 4–1 |
| Galatasaray       | 1–1 | 1–4 | 0–4 | —   |

### Grupa E
| Echipa          | MJ | V | E | Î | GM | GP | G   | Pct |
| --------------- | -- | - | - | - | -- | -- | --- | --- |
| Bayern          | 6  | 5 | 0 | 1 | 16 | 4  | +12 | 15  |
| Manchester City | 6  | 2 | 2 | 2 | 9  | 8  | +1  | 8   |
| Roma            | 6  | 1 | 2 | 3 | 8  | 14 | −6  | 5   |
| CSKA Moscova    | 6  | 1 | 2 | 3 | 6  | 13 | −7  | 5   |

|                 | BAY | ȚSK | MC  | ROM |
| --------------- | --- | --- | --- | --- |
| Bayern München  | —   | 3–0 | 1–0 | 2–0 |
| ȚSKA Moscova    | 0–1 | —   | 2–2 | 1–1 |
| Manchester City | 3–2 | 1–2 | —   | 1–1 |
| Roma            | 1–7 | 5–1 | 0–2 | —   |

### Grupa F
| Echipa    | MJ | V | E | Î | GM | GP | G   | Pct |
| --------- | -- | - | - | - | -- | -- | --- | --- |
| Barcelona | 6  | 5 | 0 | 1 | 15 | 5  | +10 | 15  |
| PSG       | 6  | 4 | 1 | 1 | 10 | 7  | +3  | 13  |
| Ajax      | 6  | 1 | 2 | 3 | 8  | 10 | −2  | 5   |
| APOEL     | 6  | 0 | 1 | 5 | 1  | 12 | −11 | 1   |

|                     | AJA | APO | BAR | PSG |
| ------------------- | --- | --- | --- | --- |
| Ajax                | —   | 4–0 | 0–2 | 1–1 |
| APOEL               | 1–1 | —   | 0–4 | 0–1 |
| Barcelona           | 3–1 | 1–0 | —   | 3–1 |
| Paris Saint-Germain | 3–1 | 1–0 | 3–2 | —   |

### Grupa G
| Echipa     | MJ | V | E | Î | GM | GP | G   | Pct |
| ---------- | -- | - | - | - | -- | -- | --- | --- |
| Chelsea    | 6  | 4 | 2 | 0 | 17 | 3  | +14 | 14  |
| Schalke 04 | 6  | 2 | 2 | 2 | 9  | 14 | −5  | 8   |
| Sporting   | 6  | 2 | 1 | 3 | 12 | 12 | 0   | 7   |
| NK Maribor | 6  | 0 | 3 | 3 | 4  | 13 | −9  | 3   |

|             | CHE | MAR | SCH | SPO |
| ----------- | --- | --- | --- | --- |
| Chelsea     | —   | 6–0 | 1–1 | 3–1 |
| Maribor     | 1–1 | —   | 0–1 | 1–1 |
| Schalke 04  | 0–5 | 1–1 | —   | 4–3 |
| Sporting CP | 0–1 | 3–1 | 4–2 | —   |

### Grupa H
| Echipa          | MJ | V | E | Î | GM | GP | G   | Pct |
| --------------- | -- | - | - | - | -- | -- | --- | --- |
| Porto           | 6  | 4 | 2 | 0 | 16 | 4  | +12 | 14  |
| Șahtior Donețsk | 6  | 2 | 3 | 1 | 15 | 4  | +11 | 9   |
| Athletic Bilbao | 6  | 2 | 1 | 3 | 5  | 6  | −1  | 7   |
| BATE Borisov    | 6  | 1 | 0 | 5 | 2  | 24 | −22 | 3   |

|                 | ATH | BAT | POR | ȘAH |
| --------------- | --- | --- | --- | --- |
| Athletic Bilbao | —   | 2–0 | 0–2 | 0–0 |
| BATE Borisov    | 2–1 | —   | 0–3 | 0–7 |
| Porto           | 2–1 | 6–0 | —   | 1–1 |
| Șahtior Donețk  | 0–1 | 5–0 | 2–2 | —   |

## Faza eliminatorie
În faza eliminatorie, echipele au jucat una contra celeilalte în două manșe, acasă și în deplasare, excepție a făcut doar finala. Mecanismul de tragere la sorți a fost următorul:
- În optimile de finală, echipele de pe locul 1 au fost capii de serie. Acestea au jucat cu echipele care au terminat grupa pe locul 2, iar capii de serie au jucat a doua manșă pe teren propriu. Echipele care au fost în aceeași grupă sau care făceau parte din aceeași asociație fotbalistică nu puteau juca una împotriva celeilalte.
- Odată cu sferturile, semifinalele și finala, nu au mai existat restricții, iar echipele care au fost în aceeași grupă sau care făceau parte din aceeași asociație fotbalistică puteau juca una împotriva celeilalte.

### Tabel
|  | Optimi                         | Optimi         | Optimi | Optimi |   |                     | Sferturi | Sferturi | Sferturi | Sferturi |  |           | Semifinale | Semifinale | Semifinale | Semifinale |          |   | Finala | Finala |
|  |                                |                |        |        |   |                     |          |          |          |          |  |           |            |            |            |            |          |   |        |        |
|  | Juventus                       | 2              | 3      | 5      |   |                     |          |          |          |          |  |           |            |            |            |            |          |   |        |        |
|  | Borussia Dortmund              | 1              | 0      | 1      |   |                     |          |          |          |          |  |           |            |            |            |            |          |   |        |        |
|  | Borussia Dortmund              | 1              | 0      | 1      |   | Juventus            | 1        | 0        | 1        |          |  |           |            |            |            |            |          |   |        |        |
|  |                                |                |        |        |   | Juventus            | 1        | 0        | 1        |          |  |           |            |            |            |            |          |   |        |        |
|  |                                | Monaco         | 0      | 0      | 0 |                     |          |          |          |          |  |           |            |            |            |            |          |   |        |        |
|  | Arsenal                        | Monaco         | 0      | 0      | 0 | 1                   | 2        | 3        |          |          |  |           |            |            |            |            |          |   |        |        |
|  | Arsenal                        |                |        |        |   | 1                   | 2        | 3        |          |          |  |           |            |            |            |            |          |   |        |        |
|  | Monaco (gd)                    | 3              | 0      | 3      |   |                     |          |          |          |          |  |           |            |            |            |            |          |   |        |        |
|  | Monaco (gd)                    | 3              | 0      | 3      |   |                     |          |          |          |          |  | Juventus  | 2          | 1          | 3          |            |          |   |        |        |
|  |                                |                |        |        |   |                     |          |          |          |          |  | Juventus  | 2          | 1          | 3          |            |          |   |        |        |
|  |                                | Real Madrid    | 1      | 1      | 2 |                     |          |          |          |          |  |           |            |            |            |            |          |   |        |        |
|  | Bayer Leverkusen               | Real Madrid    | 1      | 1      | 2 | 1                   | 0        | 1 (2)    |          |          |  |           |            |            |            |            |          |   |        |        |
|  | Bayer Leverkusen               |                |        |        |   | 1                   | 0        | 1 (2)    |          |          |  |           |            |            |            |            |          |   |        |        |
|  | Atlético Madrid (p)            | 0              | 1      | 1 (3)  |   |                     |          |          |          |          |  |           |            |            |            |            |          |   |        |        |
|  | Atlético Madrid (p)            | 0              | 1      | 1 (3)  |   | Atlético Madrid     | 0        | 0        | 0        |          |  |           |            |            |            |            |          |   |        |        |
|  |                                |                |        |        |   | Atlético Madrid     | 0        | 0        | 0        |          |  |           |            |            |            |            |          |   |        |        |
|  |                                | Real Madrid    | 0      | 1      | 1 |                     |          |          |          |          |  |           |            |            |            |            |          |   |        |        |
|  | Schalke 04                     | Real Madrid    | 0      | 1      | 1 | 0                   | 4        | 4        |          |          |  |           |            |            |            |            |          |   |        |        |
|  | Schalke 04                     |                |        |        |   | 0                   | 4        | 4        |          |          |  |           |            |            |            |            |          |   |        |        |
|  | Real Madrid                    | 2              | 3      | 5      |   |                     |          |          |          |          |  |           |            |            |            |            |          |   |        |        |
|  | Real Madrid                    | 2              | 3      | 5      |   |                     |          |          |          |          |  |           |            |            |            |            | Juventus | 1 |        |        |
|  |                                |                |        |        |   |                     |          |          |          |          |  |           |            |            |            |            |          | 1 |        |        |
|  |                                | Barcelona      | 3      |        |   |                     |          |          |          |          |  |           |            |            |            |            |          |   |        |        |
|  | Paris Saint-Germain (d.p.; gd) | Barcelona      | 3      | 1      | 2 | 3                   |          |          |          |          |  |           |            |            |            |            |          |   |        |        |
|  | Paris Saint-Germain (d.p.; gd) |                |        | 1      | 2 | 3                   |          |          |          |          |  |           |            |            |            |            |          |   |        |        |
|  | Chelsea                        | 1              | 2      | 3      |   |                     |          |          |          |          |  |           |            |            |            |            |          |   |        |        |
|  | Chelsea                        | 1              | 2      | 3      |   | Paris Saint-Germain | 1        | 0        | 1        |          |  |           |            |            |            |            |          |   |        |        |
|  |                                |                |        |        |   | Paris Saint-Germain | 1        | 0        | 1        |          |  |           |            |            |            |            |          |   |        |        |
|  |                                | Barcelona      | 3      | 2      | 5 |                     |          |          |          |          |  |           |            |            |            |            |          |   |        |        |
|  | Manchester City                | Barcelona      | 3      | 2      | 5 | 1                   | 0        | 1        |          |          |  |           |            |            |            |            |          |   |        |        |
|  | Manchester City                |                |        |        |   | 1                   | 0        | 1        |          |          |  |           |            |            |            |            |          |   |        |        |
|  | Barcelona                      | 2              | 1      | 3      |   |                     |          |          |          |          |  |           |            |            |            |            |          |   |        |        |
|  | Barcelona                      | 2              | 1      | 3      |   |                     |          |          |          |          |  | Barcelona | 3          | 2          | 5          |            |          |   |        |        |
|  |                                |                |        |        |   |                     |          |          |          |          |  | Barcelona | 3          | 2          | 5          |            |          |   |        |        |
|  |                                | Bayern München | 0      | 3      | 3 |                     |          |          |          |          |  |           |            |            |            |            |          |   |        |        |
|  | Basel                          | Bayern München | 0      | 3      | 3 | 1                   | 0        | 1        |          |          |  |           |            |            |            |            |          |   |        |        |
|  | Basel                          |                |        |        |   | 1                   | 0        | 1        |          |          |  |           |            |            |            |            |          |   |        |        |
|  | Porto                          | 1              | 4      | 5      |   |                     |          |          |          |          |  |           |            |            |            |            |          |   |        |        |
|  | Porto                          | 1              | 4      | 5      |   | Porto               | 3        | 1        | 4        |          |  |           |            |            |            |            |          |   |        |        |
|  |                                |                |        |        |   | Porto               | 3        | 1        | 4        |          |  |           |            |            |            |            |          |   |        |        |
|  |                                | Bayern München | 1      | 6      | 7 |                     |          |          |          |          |  |           |            |            |            |            |          |   |        |        |
|  | Șahtior Donețk                 | Bayern München | 1      | 6      | 7 | 0                   | 0        | 0        |          |          |  |           |            |            |            |            |          |   |        |        |
|  | Șahtior Donețk                 |                |        |        |   | 0                   | 0        | 0        |          |          |  |           |            |            |            |            |          |   |        |        |
|  | Bayern München                 | 0              | 7      | 7      |   |                     |          |          |          |          |  |           |            |            |            |            |          |   |        |        |

### Optimile de finală
Tragerea la sorți a avut loc pe 15 decembrie 2014. Prima manșă s-a jucat pe 17, 18, 24 și 25 februarie, iar manșa secundă pe 10, 11, 17 și 18 martie 2015.
| Echipa 1            | Scor gen.   | Echipa 2          | Tur | Retur    |
| ------------------- | ----------- | ----------------- | --- | -------- |
| Paris Saint-Germain | 3–3 (gd)    | Chelsea           | 1–1 | 2–2 d.p. |
| Manchester City     | 1–3         | Barcelona         | 1–2 | 0–1      |
| Bayer Leverkusen    | 1–1 (2–3 p) | Atlético Madrid   | 1–0 | 0–1 d.p. |
| Juventus            | 5–1         | Borussia Dortmund | 2–1 | 3–0      |
| Schalke 04          | 4–5         | Real Madrid       | 0–2 | 4–3      |
| Șahtior Donețk      | 0–7         | Bayern München    | 0–0 | 0–7      |
| Arsenal             | 3–3 (gd)    | Monaco            | 1–3 | 2–0      |
| Basel               | 1–5         | Porto             | 1–1 | 0–4      |

### Sferturile de finală
Tragerea la sorți a avut loc pe 20 martie 2015. Prima manșă s-a jucat pe 14 și 15 aprilie, iar manșa secundă pe 21 și 22 aprilie 2015.
| Echipa 1            | Scor gen. | Echipa 2       | Tur | Retur |
| ------------------- | --------- | -------------- | --- | ----- |
| Paris Saint-Germain | 1–5       | Barcelona      | 1–3 | 0–2   |
| Atlético Madrid     | 0–1       | Real Madrid    | 0–0 | 0–1   |
| Porto               | 4–7       | Bayern München | 3–1 | 1–6   |
| Juventus            | 1–0       | Monaco         | 1–0 | 0–0   |

### Semifinale
Tragerea la sorți pentru semifinale și finală (pentru a determina echipa care va juca "acasă", din motive adminstrative) a avut loc pe 24 aprilie 2015. Prima manșă s-a jucat pe 5 și 6 mai, iar manșa secundă pe 12 și 13 mai 2015.
| Echipa 1  | Scor gen. | Echipa 2       | Tur | Retur |
| --------- | --------- | -------------- | --- | ----- |
| Barcelona | 5–3       | Bayern München | 3–0 | 2–3   |
| Juventus  | 3–2       | Real Madrid    | 2–1 | 1–1   |

### Finala
Finala s-a jucat în data de 6 iunie 2015, pe Olympiastadion din Berlin, Germania.
| Juventus   | 1–3    | Barcelona                          |
| ---------- | ------ | ---------------------------------- |
| Morata 55' | Report | Rakitić 4' Suárez 69' Neymar 90+7' |

| Câștigătoarea Ligii Campionilor 2014–15 |
| --------------------------------------- |
| Spania                                  |
| Barcelona Al cincilea trofeu            |

## Golgheteri

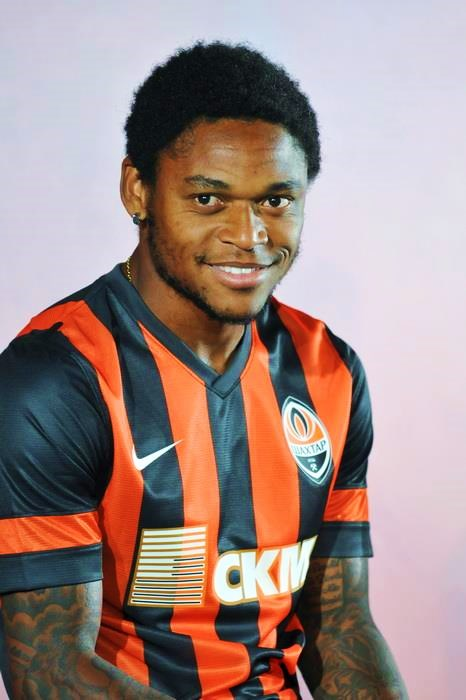
Atacantul Şahtiorului, Luiz Adriano, a devenit primul jucător care a înscris hat-trick-uri consecutive în faza grupelor, împotriva lui BATE Borisov.

Statisticile exclud rundele preliminare și play-off-ul.
| Loc | Jucător            | Echipă              | Goluri | Minute jucate |
| --- | ------------------ | ------------------- | ------ | ------------- |
| 1   | Neymar             | Barcelona           | 10     | 1026          |
| 1   | Cristiano Ronaldo  | Real Madrid         | 10     | 1065          |
| 1   | Lionel Messi       | Barcelona           | 10     | 1147          |
| 4   | Luiz Adriano       | Șahtior Donețk      | 9      | 628           |
| 5   | Jackson Martínez   | Porto               | 7      | 629           |
| 5   | Thomas Müller      | Bayern München      | 7      | 777           |
| 5   | Luis Suárez        | Barcelona           | 7      | 827           |
| 5   | Carlos Tevez       | Juventus            | 7      | 1156          |
| 9   | Sergio Agüero      | Manchester City     | 6      | 550           |
| 9   | Karim Benzema      | Real Madrid         | 6      | 664           |
| 9   | Edinson Cavani     | Paris Saint-Germain | 6      | 920           |
| 9   | Robert Lewandowski | Bayern München      | 6      | 932           |

Sursă: UEFA.com

## Vezi și
- UEFA Europa League 2014-2015
- Supercupa Europei 2015

## Legături externe
- en UEFA Champions League (site oficial)